# Calistrat Cuțov
Calistrat Cuțov (Smârdan, Rumania; 10 de octubre de 1948 – Bucarest, Rumania;  19 de marzo de 2025) fue un boxeador rumano de la categoría de peso ligero. Era hermano del también boxeador y medallista olímpico Simion Cuțov.

## Carrera
A nivel nacional fue campeón en nueve ocasiones entre 1968 y 1977, donde solo perdió el título nacional amateur en 1971.
Participó en tres ediciones de los Juegos Olímpicos, la primera de ellas fue en México 1968 en la categoría de -60kg, donde inició en la segunda ronda en la que venció a Erik Nikkinen de Finlandia por decisión unánime, en la tercera ronda venció a Mongi Landhili de Túnez por decisión unánime, en los cuartos de final venció a Stoiane Pilitchev de Bulgaria por decisión mayoritaria y en las semifinales perdió por decisión unánime ante el eventual campeón olímpico Ronnie Harris de Estados Unidos por decisión unánime, con lo que ganó la medalla de bronce.
Su segunda participación olímpica fue en Múnich 1972 donde participó en la categoría de -63.5kg, donde venció a Mohamed Muruli de Uganda en la primera ronda por decisión mayoritaria, pero fue eliminado en la siguiente ronda por Bantow Srisook de Tailandia por nocaut técnico en el tercer asalto.
Su tercera aparición fue en Montreal 1976 en la categoría de -63.5kg donde inició en la segunda ronda venciendo a Jean-Claude Ruiz de Francia por decisión unánime, en la tercera ronda venció a Jamsul Harahap de Indonesia por decisión unánime y perdió en los cuartos de final ante Vladimir Kolev de Bulgaria por decisión unánime.
A nivel de campeonatos europeos fue campeón en 1969 en la categoría de -60kg, medalla de plata en la edición de 1971 en la categoría de -63.5kg donde perdió la final ante Ulrich Beyer de Alemania Democrática, y ganó la medalla de bronce en la edición de 1977 en la categoría de -63.5kg.

## Distinciones
- Honra al Entrenamiento Deportivo (en rumano: Antrenor emerit al sportului). [1]
- Orden al Mérito Deportivo, Tercera Clase (1968 y 2004) [11][12]